# Conomitrium splachnifolium
Conomitrium splachnifolium là một loài Rêu trong họ Fissidentaceae. Loài này được (Hornsch.) Müll. Hal. mô tả khoa học đầu tiên năm 1851.